# Melodije morja in sonca 1984
VII. Melodije morja in sonca so potekale v soboto, 21. julija 1984, v Avditoriju Portorož. Večer sta povezovala Dario Diviacchi in Miša Molk.

## Tekmovalne skladbe
Strokovna izborna komisija v sestavi Mojmir Sepe (umetniški direktor MMS), Boris Kovačič, Mitja Kos in Pavle Plahutnik je izmed 96, prispelih na natečaj, za festival izbrala 16 tekmovalnih skladb.
| #   | Naslov pesmi          | Izvajalec        | Avtorji glasbe/besedila (aranžmaja)   |
| --- | --------------------- | ---------------- | ------------------------------------- |
| 1.  | Portorož 1905         | Bazar            | Danilo Kocjančič/Drago Mislej         |
| 2.  | Čutim te              | Laura Budal      | Ferry Horvat/Vito Divac (Mojmir Sepe) |
| 3.  | Peščena obala         | F+               | M. Bezovšek/B. Kmet                   |
| 4.  | Ciao, ciao            | Natalija Bogović | Tomislav Hauptfeld/Jurica Gresinger   |
| 5.  | Josie                 | Aleksander Jež   | Aleksander Jež                        |
| 6.  | Topless               | Time Out         | V. Vuletin/P. Gredža                  |
| 7.  | Piši mi               | Irena Tratnik    | Berti Rodošek/T. Rodošek              |
| 8.  | Oprosti Anja          | Prizma           | Dušan Šandrič                         |
| 9.  | Pravi mož             | Zorica Fingušt   | Hvale/Pompe                           |
| 10. | Ero li                | Marjan Miše      | V. Korenika                           |
| 11. | Mario                 | Spomin           | Lean Klemenc/Franko Ružič             |
| 12. | Valovi in morje       | Majda Sepe       | Milan Ferlež/Tomaž Domicelj           |
| 13. | Sanjala je Ana        | skupina 777      | A. Baša/Ž. Krznarić                   |
| 14. | Sol                   | Tomaž Domicelj   | Tomaž Domicelj                        |
| 15. | Iz oči naj sije sonce | Branka Kraner    | Dečo Žgur/Nada Žgur                   |
| 16. | Kancone               | Miki Jevremović  | Tadej Hrušovar/Dušan Velkaverh        |

Novost je bila, da so pevci nastopili ob spremljavi posnetkov in ne festivalskega orkestra. Prvič so na festivalu sodelovali izvajalci s srbohrvaškega področja (Natalija Bogović, Marijan Miše, skupini Time Out in 777 ter Miki Jevremović).

## Nagrade
Nagrada občinstva
- Mario (Lean Klemenc/Franko Ružič) – Spomin

Nagrada strokovne komisije
- Portorož 1905 (Danilo Kocjančič/Drago Mislej) – Bazar

Nagrada za najboljši aranžma
- Milan Ferlež za Valovi in morje

Nagrada za najboljše besedilo
- Dušan Velkaverh za Kancone

Nagrada za najboljšega debitanta
- Natalija Bogović (Ciao, ciao)

Nagrada za najboljši odrski nastop
- Tomaž Domicelj (Sol)